# Micky Arison
 (mars 2019).
Si vous disposez d'ouvrages ou d'articles de référence ou si vous connaissez des sites web de qualité traitant du thème abordé ici, merci de compléter l'article en donnant les références utiles à sa vérifiabilité et en les liant à la section « Notes et références ».
Pour les articles homonymes, voir Arison.
Micky Arison est un homme d'affaires américain né en 1949. Il est le directeur de Carnival corporation & plc et propriétaire du Miami Heat. Son père Ted Arison est le fondateur de Carnival Cruise Lines.
En 2012, le magazine Forbes classait Micky Arison comme 55e fortune du monde avec un capital estimé à 5,8 milliards de dollars, passé en 2020 à la 55e place bien qu'avec un revenu (estimé) plus élevé (plus de 6 milliards).
Il est actuellement marié et a trois enfants.
Micky Arison a commencé ses études à l'université de Miami, mais a abandonné pour rejoindre la société Carnival Cruise Lines[réf. nécessaire].
En 2017, son nom apparaît dans les révélations des Paradise Papers,.
Il est aujourd'hui à la tête de la plus grosse société de croisière au monde. Elle emploie près de 70 000 personnes, dont 60 000 navigants.

## Miami Heat
Après son achat de Miami Heat en 1994, il a réussi à convaincre Pat Riley de quitter les Knicks de New York et d’assumer les fonctions d’entraîneur et de président de l’équipe.Après un premier titre de champion en 2006 avec Shaquille O’Neal, Arison réalise un coup de maitre avec la formation du trio Dwyane Wade – LeBron James – Chris Bosh au cours de l’été 2010 et décroche deux nouveaux titres en 2012 et 2013.
En 2011, Arison a été condamné à une amende de 500 000 dollars par la NBA après avoir envoyé une série de tweets à partir de son compte vérifié après la dernière interruption des discussions entre les propriétaires et les joueurs des équipes de basket-ball.